# Książę Lancaster

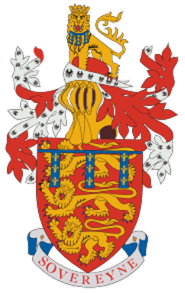
Herb księstwa Lancaster

Flaga księstwa Lancaster

Książę Lancaster – brytyjski tytuł, określający władcę księstwa Lancaster, dawniej wchodzący w skład systemu parostwa angielskiego. Księstwo zostało utworzone trzykrotnie w średniowieczu, ale ostatecznie połączyło się z Koroną, gdy Henryk V wstąpił na tron w 1413 roku. Mimo to tytuł nadal jest używany w odniesieniu do panującego monarchy Wielkiej Brytanii w odniesieniu do hrabstwa palatyna Lancaster i księstwa Lancaster, posiadłości utrzymywanej oddzielnie od majątku koronnego (Crown Estate), na użytek własny suwerena.

## Lista książąt Lancaster
Książęta Lancaster 1. kreacji (parostwo Anglii)
- 1351–1361: Henryk Grosmont, 1. książę Lancaster

Książęta Lancaster 2. kreacji (parostwo Anglii)
- 1362–1399: Jan z Gandawy, 1. książę Lancaster
- 1399–1399: Henryk Bolingbroke, 2. książę Lancaster

Książęta Lancaster 3. kreacji (parostwo Anglii)
- 1399–1413: Henryk Monmouth, 1. książę Lancaster